# (718) Erida
Pour les articles homonymes, voir Érida.
(718) Erida est un astéroïde de la ceinture principale découvert le 29 septembre 1911 par l'astronome autrichien Johann Palisa.

Sa désignation provisoire était 1911 MS.